# أوليغ كوفاليف
أوليغ إيفانوفيتش كوفاليوف (بالروسية: Оле́г Ива́нович Ковалёв)‏؛ 7 سبتمبر 1948 - 11 مايو 2020) كان سياسيًا روسيًا شغل منصب حاكم ريازان أوبلاست (2008-2017).
كان عضوا في مجلس الدوما بالجمعية الاتحادية للدورات الثالثة والرابعة والخامسة (1999-2008).

## الجوائز والألقاب الفخرية
- نيشان الاستحقاق الوطني الروسي من الدرجة الثالثة (2008)[4]
- نيشان الاستحقاق الوطني في روسيا من الدرجة الرابعة (2005)[5]
- نيشان الشرف (2013)[6]
- وسام الصداقة [7][8]
- وسام الاحتفال بالذكرى السنوية الخمسين بعد المائة لموسكو (1997)